# هنري تومسون (سياسي)
هنري تومسون (بالإنجليزية: Henry Thomson) هو سياسي أسترالي، ولد في 28 أبريل 1872، وتوفي في 29 أغسطس 1947. انتخب عضو مجلس نواب تسمانيا.